# 콘코르디아 산장

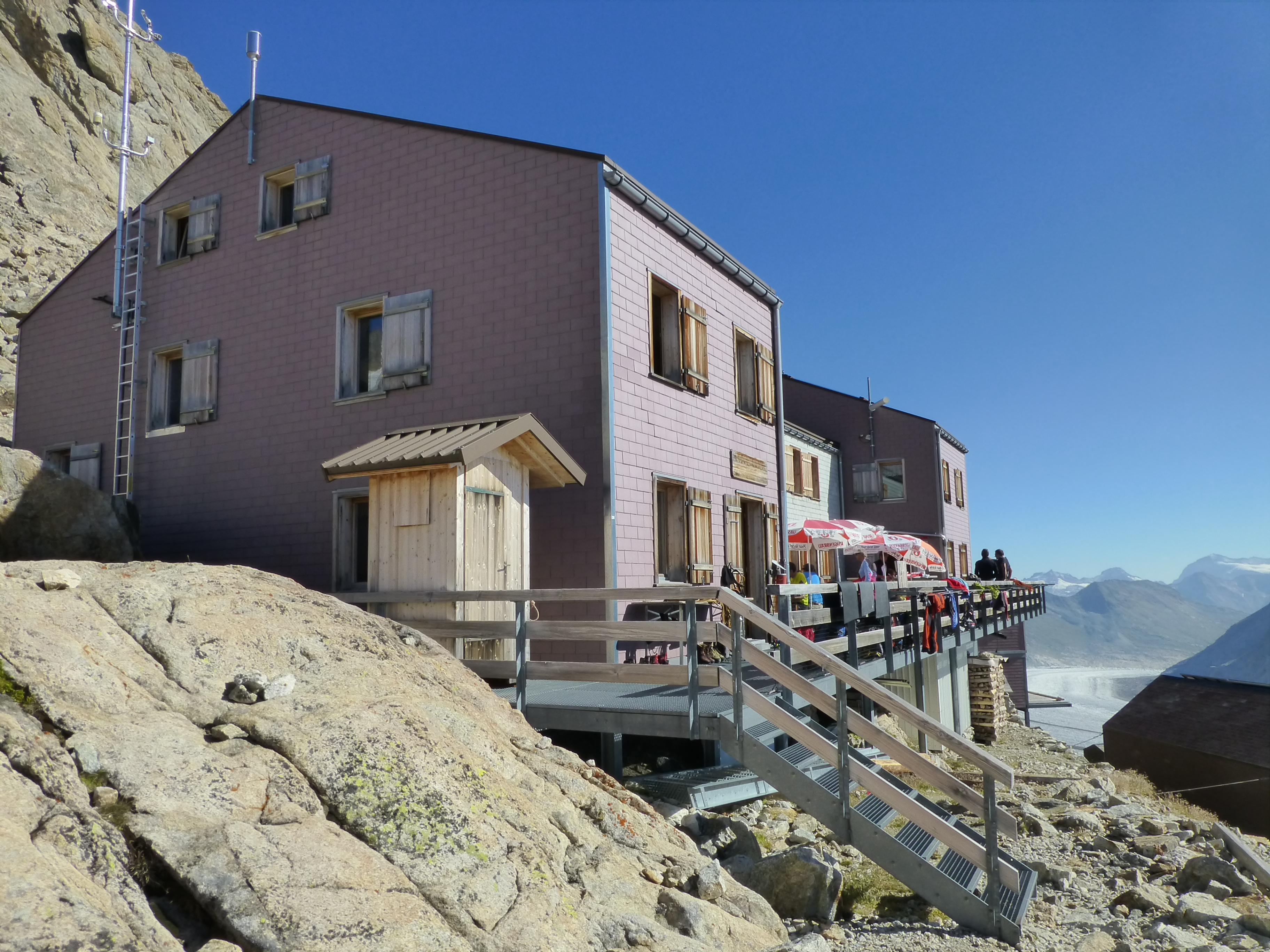
콘코르디아 산장

콘코르디아 산장(Konkordia Hut, 독일어: Konkordiahütte)은 스위스 알파인 클럽의 산장으로 발레주의 피셔탈 북쪽에 위치해 있다. 오두막은 베른 알프스의 거대한 알레치 빙하 시스템에 있는 여러 빙하가 수렴하는 지점인 콘코르디아플라츠(Konkordiaplatz) 위에 있다. 퓔베르크(Fülbärg) 기슭의 해발 2,850m 높이에 있다.

## 접근
위치 때문에 산장은 마을에서 먼 거리에 있다. (피셔알프에서 6시간, 파플레르알프에서 10시간) 가장 짧은 길은 융프라우요흐역에서 4시간 소요되는 경로이다. 모든 접근 경로는 알레치 빙하를 통해 이루어진다. 산장은 얼음 높이에서 약 150m 위에 있다. 산장은 계단이나 얼음 높이에서 안전하지 않은 가파른 길을 통해 도달할 수 있다.

## 참고
- Swisstopo 지형도